# Miss Guadalupa

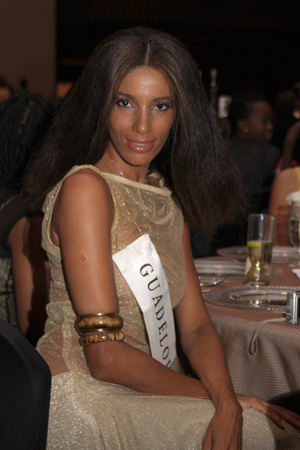
Frederika Charpentier, Miss Guadalupa 2008.

Miss Guadalupa è un concorso di bellezza femminile che si tiene annualmente in Guadalupa. La vincitrice del concorso rappresenta la Guadalupa a Miss Mondo.

## Albo d'oro
| Anno | Vincitrice            |
| ---- | --------------------- |
| 2003 | Lauranza Doliman      |
| 2004 | Jennifer Desbouiges   |
| 2005 | Merita Melyna         |
| 2006 | Caroline Beavis       |
| 2007 | Nancy Fleurival       |
| 2008 | Frédérika Charpentier |
| 2009 | Béatrice Blaise       |
| 2010 | Ericka Aly            |